# Jidōsha Kōgyō

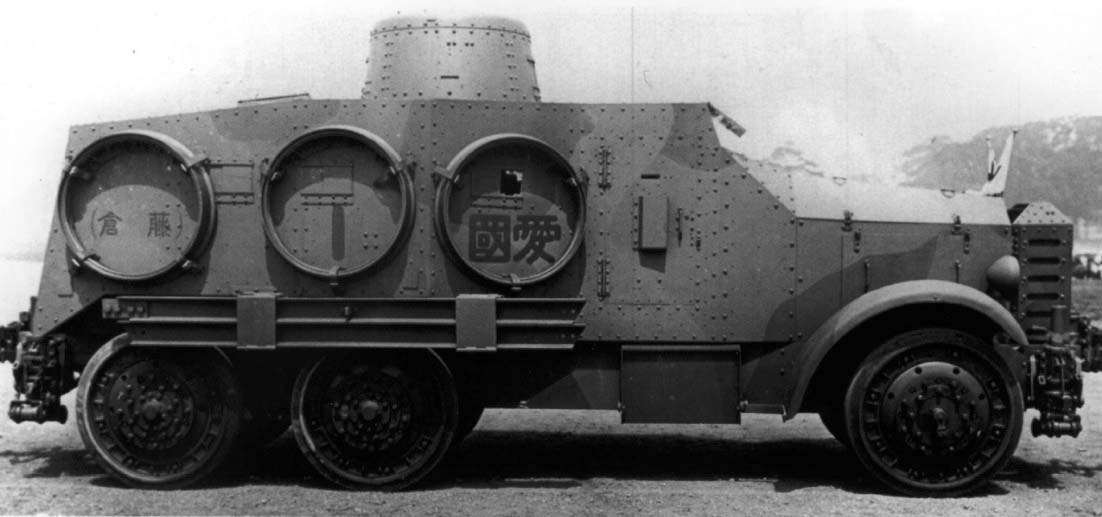
Panzerwagen Typ 93
(Sumida M 2593)

Jidōsha Kōgyō Co. Ltd. (englisch Automobile Industries Co. Ltd.) war ein Hersteller von Kraftfahrzeugen aus Japan.

## Unternehmensgeschichte
Das Unternehmen aus Tokio wurde 1933 als gemeinsames Unternehmen von Ishikawajima Jidōsha Seisakusho und Datsun gegründet, allerdings ohne die Pkw-Abteilung von Datsun. Eine Quelle nennt diesbezüglich das Datsun-Werk in Osaka. Eine Quelle gibt an, dass das Unternehmen für die Herstellung von Lastkraftwagen für den zivilen Markt gegründet wurde.
Es stellte Lastkraftwagen, Personenkraftwagen und Militärfahrzeuge her. Der Markenname lautete wie bereits zu Zeiten von Ishikawajima Sumida.
1937 kam es zur Fusion mit der Fahrzeugabteilung von Tōkyō Gas. Eine Quelle nennt als dritten Partner Kyodo Kokusan K.K. Das neue Unternehmen hieß entweder Tokyo Automobile Industry Co. Ltd. oder Tokyo Automobile Industries Co. Ltd. 1941 erfolgte die Umbenennung in Diesel Motor Industry Co. Ltd. und 1949 in Isuzu.  Eine andere Quelle gibt an, dass das neue Unternehmen Automotive Industries Co. Ltd. hieß, während das Werk in Hino als Diesel Motor Industry Company firmierte. Das Werk in Hino wurde 1942 abgespalten, woraus Hino Jidōsha entstand.

## Fahrzeuge
Das Modell H war eine viertürige Limousine mit einer Ähnlichkeit zu den damaligen Modellen von LaSalle. Der K-93 war ein Tourenwagen mit sechs Rädern. Der JC 4x4 war ein Stabswagen.
Eine andere Quelle, die japanische Fahrzeuge beschreibt, bestätigt den Zeitraum von 1933 bis 1937 für einige Modelle. Der H hatte einen Motor mit 4398 cm³ Hubraum und 70 PS Leistung. Er war vorne montiert und trieb die Hinterachse an. Einzige Karosseriebauform war eine viertürige Limousine. Einführung war 1934 und Einstellung 1937. Der bereits 1933 erschienene J war ähnlich, hatte aber eine Karosserie als Phaeton mit vier Türen. Der K hatte sechs Räder, von denen vier angetrieben wurden. Da die zweite Hinterachse Platz beanspruchte, hatte der Phaeton nur zwei Türen.
Eine weitere Quelle meint, dass trotz der Fusion 1937 bis 1940 noch einige Pkw mit dem Markennamen Sumida entstanden. Genannt werden  Model JC, Model JD und Model K 10.
Die Breitspur-Triebwagen Typ 91 und Panzerwagen Typ 93 waren Militärfahrzeuge.